# Alibi Ike (film)
Alibi Ike is een Amerikaanse filmkomedie uit 1935 onder regie van Ray Enright. In Nederland is de film uitgebracht onder de naam Hup Joe Brown. De film is gebaseerd op het gelijknamige korte verhaal van Ring Lardner uit 1915 en gaat over een profhonkballer, bij de Chicago Cubs, met de bijnaam 'Alibi Ike'. Een bijnaam gebaseerd op het feit dat hij voor elke actie op het veld, goed of slecht, een onuitputtelijke voorraad excuses heeft.
De film is onderdeel van een trilogie waarin Joe E. Brown de hoofdrol heeft, in een film gebaseerd op baseball. De andere twee films zijn Elmer, the Great (1933) en Fireman, Save My Child (1932). Het succes van Brown in baseball films wordt mede verklaard door zijn persoonlijke ervaringen als speler en later zijn zakelijke belangen als mede-eigenaar van de Kansas City Blues. In Alibi Ike vertolkt Brown zijn meest komische filmrol tot dan toe.
Alibi Ike was de eerste officiële uitgebrachte film met Olivia de Havilland in de hoofdrol, eerder had zij al deelgenomen aan de opnames van The Irish in Us en A Midsummer Night's Dream (met ook Brown in een belangrijke rol), films die beiden later dat jaar uitkwamen. 

## Verhaal
Frank X. Farell is een professionele honkbalspeler die dwangmatig zijn eigen prestaties bagitaliseert. Bij elke goede of foute prestatie geeft hij altijd onwaarschijnlijke verklaringen of excuses en legt hij de nadruk op de dingen die buiten zijn macht liggen. Dit levert hem de bijnaam 'Alibi Ike' op. In zijn eerste seizoen voor de Chicago Cubs wordt Farell verliefd op Dolly Stevens, de schoonzus van de teammanager. De gewoonte van Farell om zoveel excuses te verzinnen leidt tot het feit dat Stevens hem uiteindelijk afwijst. Farell krijgt een inzinking, juist op het moment dat gokkers hem benaderen om opzettelijk de World Series te verliezen.

## Rolverdeling
| Acteur              | Personage        |
| ------------------- | ---------------- |
| Joe E. Brown        | Frank X. Farrell |
| Olivia de Havilland | Dolly Stevens    |
| Ruth Donnelly       | Bess             |
| Roscoe Karns        | Cary             |
| William Frawley     | Cap              |
| Paul Harvey         | Crawford         |

Gastoptredens
- Verschillende populaire Major League Baseballspelers maakten gastoptredens in de film, waaronder Guy Cantrell, Dick Cox, Cedric Durst, Mike Gazella, Wally Hood, Don Hurst, Smead Jolley, Lou Koupal, Bob Meusel, Wally Rehg en Jim Thorpe.